# Chelymorpha
Chelymorpha es un género de escarabajos  de la familia Chrysomelidae. En 1837 Chevrolat describió el género. Contiene las siguientes especies:
- Chelymorpha aculeata Borowiec, 2000
- Chelymorpha adnata (Boheman, 1854)
- Chelymorpha adspersula Boheman, 1862
- Chelymorpha advena Boheman, 1856
- Chelymorpha alternans Boheman, 1854
- Chelymorpha andicola Spaeth 1928
- Chelymorpha areata (Erichson 1847)
- Chelymorpha atomaria Boheman, 1854
- Chelymorpha atrocincta Spaeth, 1926
- Chelymorpha binotata (Fabricius, 1792)
- Chelymorpha bituberculata (Fabricius, 1787)
- Chelymorpha bivulnerata Spaeth, 1909
- Chelymorpha boliviana Boheman, 1854
- Chelymorpha bullata Boheman, 1854
- Chelymorpha calva Boheman, 1854
- Chelymorpha cassidea (Fabricius, 1775)
- Chelymorpha cavata Boheman, 1854
- Chelymorpha cingulata Boheman, 1854
- Chelymorpha circumpunctata (Klug, 1829)
- Chelymorpha clathrata Spaeth, 1909
- Chelymorpha clivosa Boheman, 1854
- Chelymorpha cobaltina Boheman, 1854
- Chelymorpha comata Boheman 1854
- Chelymorpha commutabilis Boheman, 1854
- Chelymorpha constellata (Klug, 1829)
- Chelymorpha costaricensis (Spaeth, 1922)
- Chelymorpha cribraria (Fabricius 1775)
- Chelymorpha gressoria Boheman, 1862
- Chelymorpha haematura Boheman, 1854
- Chelymorpha hoepfneri Boheman 1854
- Chelymorpha indigesta Boheman 1854
- Chelymorpha infecta Boheman 1854
- Chelymorpha infirma Boheman, 1854
- Chelymorpha inflata Boheman 1854
- Chelymorpha insignis (Klug, 1829)
- Chelymorpha klugii Boheman 1854
- Chelymorpha limbatipennis Spaeth, 1926
- Chelymorpha marginata (Linnaeus, 1758)
- Chelymorpha militaris Boheman, 1862
- Chelymorpha multipicta Boheman, 1862
- Chelymorpha nigricollis Boheman, 1854
- Chelymorpha orthogonia Boheman, 1854
- Chelymorpha pacifica Boheman, 1854
- Chelymorpha partita Boheman, 1854
- Chelymorpha peregrina Boheman, 1854
- Chelymorpha personata Boheman, 1854
- Chelymorpha peruana Spaeth, 1902
- Chelymorpha phytophagica Crotch, 1873
- Chelymorpha polyspilota Burmeister, 1870
- Chelymorpha praetextata Boheman, 1854
- Chelymorpha pubescens Boheman 1854
- Chelymorpha punctatissima Spaeth, 1937
- Chelymorpha punctigera Boheman 1854
- Chelymorpha reimoseri Spaeth 1928
- Chelymorpha rosarioensis Buzzi, 2000
- Chelymorpha rufoguttata Spaeth, 1909
- Chelymorpha rugicollis Champion, 1893
- Chelymorpha sericea Boheman, 1862
- Chelymorpha socia Boheman, 1854
- Chelymorpha sturmii Boheman 1854
- Chelymorpha stygia Boheman, 1862
- Chelymorpha subpunctata Boheman, 1854
- Chelymorpha tessellata Spaeth, 1928
- Chelymorpha texta Boheman 1862
- Chelymorpha trinitatis Spaeth, 1926
- Chelymorpha varians (Blanchard 1851)
- Chelymorpha variolosa (Olivier, 1790)
- Chelymorpha vermiculata Boheman, 1854
- Chelymorpha vittifera (Spaeth, 1932)
- Chelymorpha wollastoni Boheman, 1854

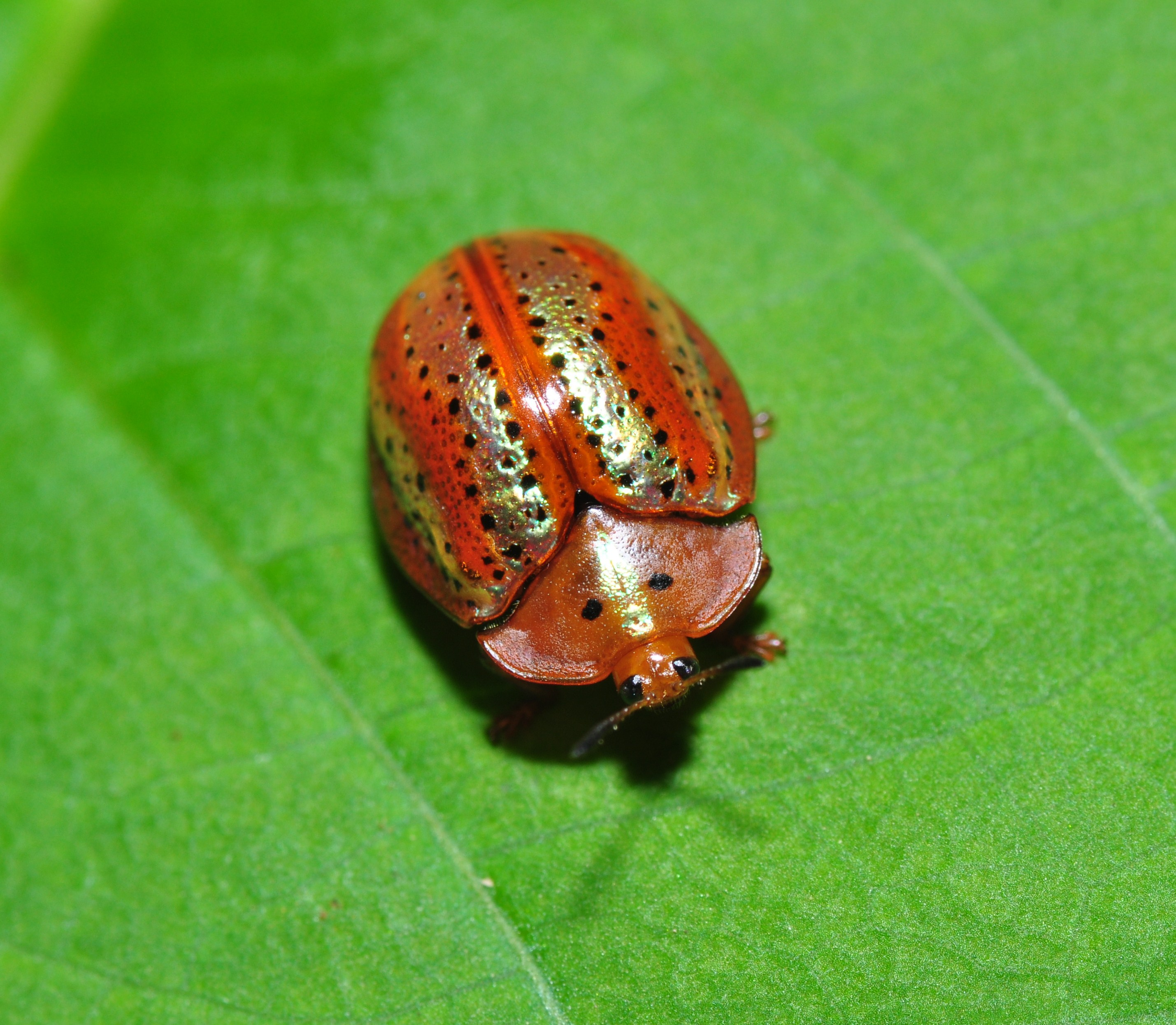
Chelymorpha alternans
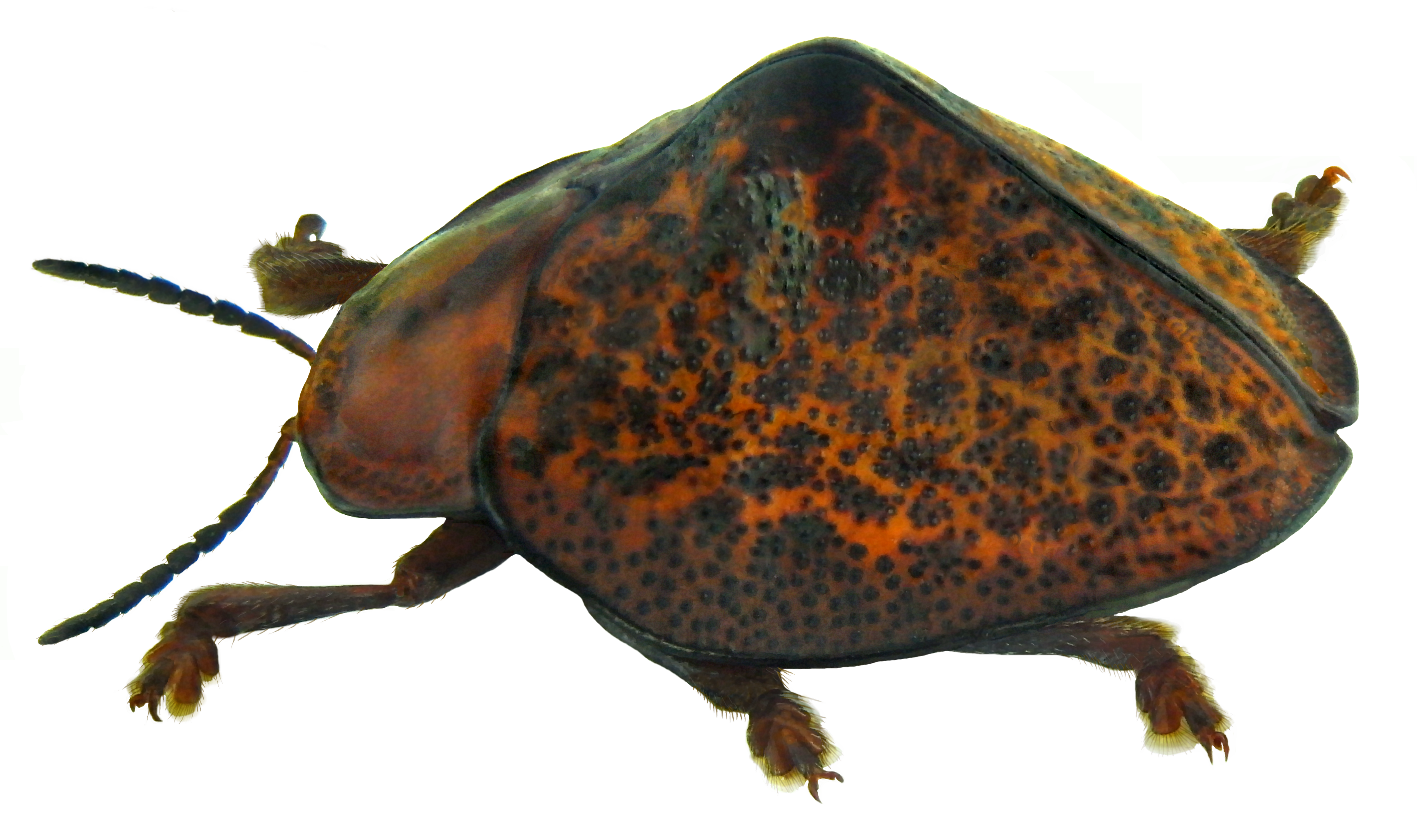
Chelymorpha constellata
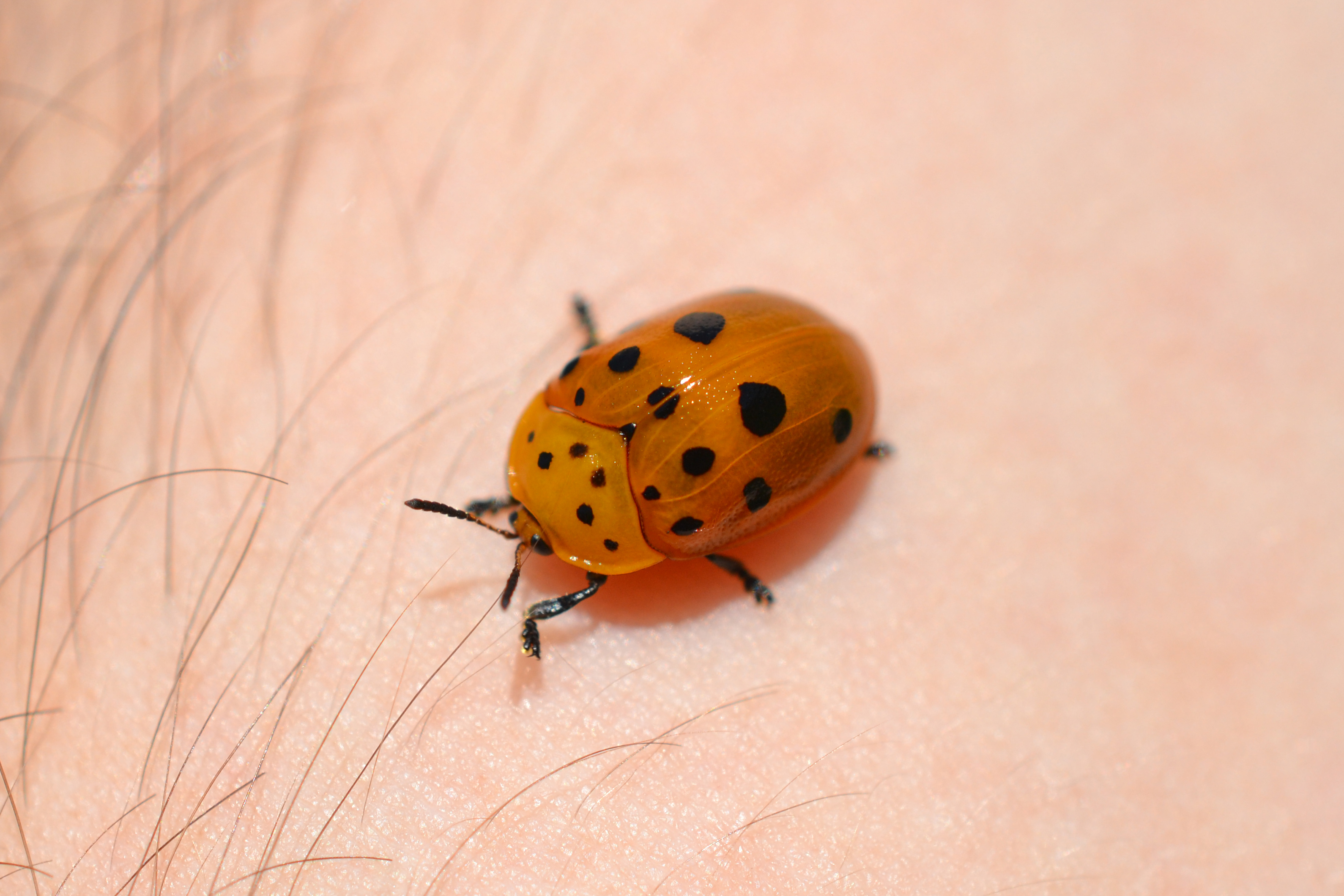
Chelymorpha cassidea
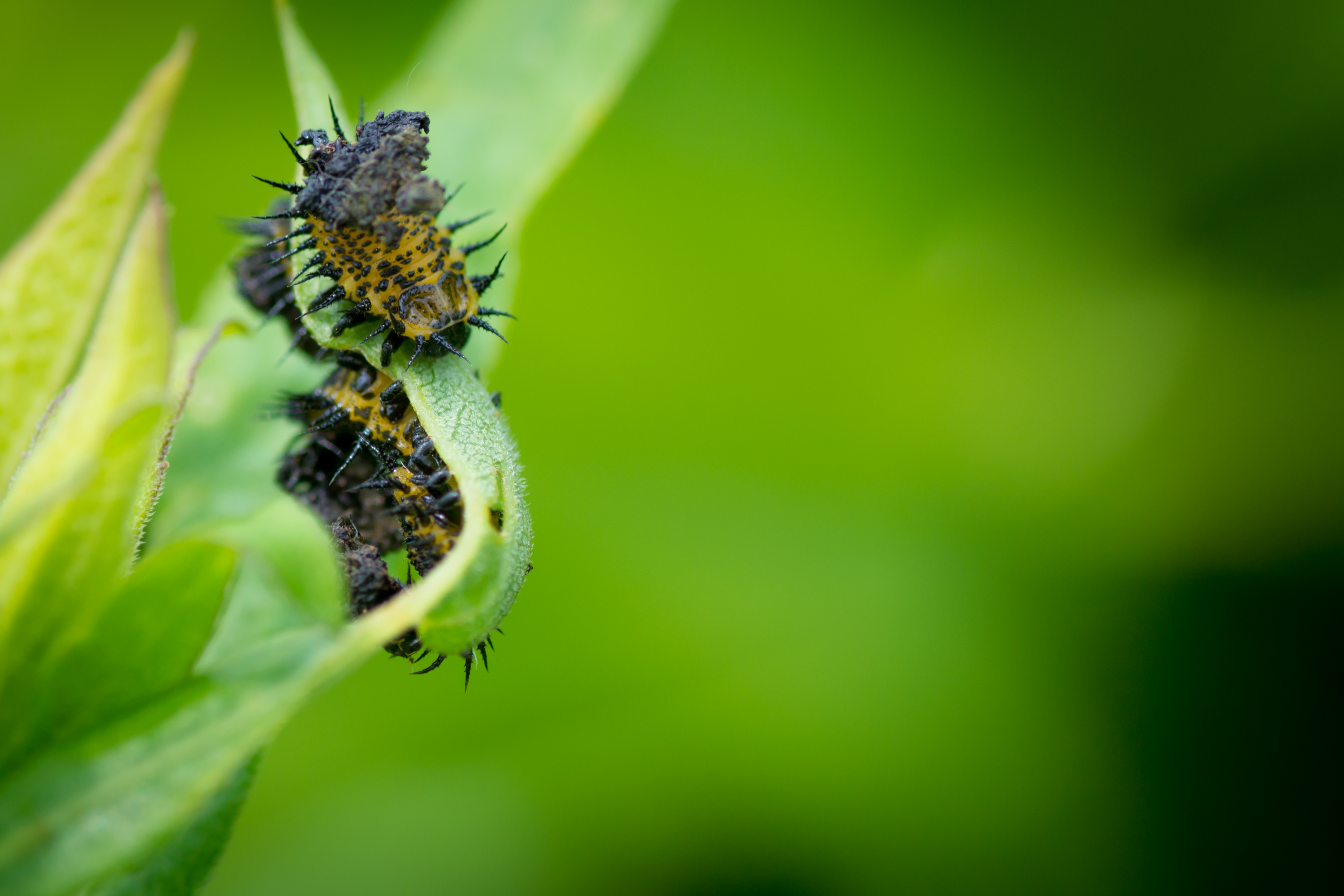
Larvas de Chelymorpha cassidea